# Peter Redford Scott Lang
Peter Redford Scott Lang   (Edimburg, 8 d'octubre de 1850 - Saint Andrews, 5 de juliol de 1926) va ser un matemàtic escocès, Regius Professor de matemàtiques de la Universitat de Saint Andrews.

## Vida i obra
Nascut a Edimburg, era el més jove dels sis fills de Robert Laidlaw Lang (nascut el 1808), un passant d'advocat, i la seva dona, Barbara Turnbull Cochrane. Vivien al 125 de Fountainbridge al sud-oest de la ciutat. Va fer els estudis secundaria a la Edinburgh Institution (avui Stewarts Melville College) i després va estudiar Matemàtiques i Física a la Universitat d'Edimburg, en la qual es va graduar el 1872 i va començar a donar classes com assistent el mateix any.
El 1878 va ser escollit fellow de la Royal Society of Edinburgh, a proposta de Robert Christison, Peter Guthrie Tait, David Stevenson, and John Hutton Balfour. El 1879 es va traslladar a la Universitat de St Andrews com a professor de matemàtiques. Va arribar a se degà de la Facultat d'Arts i impulsor dels estudis d'astronomia.
El 1900 apareix com a Tinent Coronel del 1er Regiment Reial d'Artilleria de Fife. Va servir com voluntari com a mínim vint anys.
Va ser ordenat cavaller el 1921, quan es va retirar, pel rei George V del Regne Unit. El 1922 la Universitat de St Andrews li va atorgar un doctorat honoris causa.